# 在原行平
在原 行平（ありわら の ゆきひら）は、平安時代初期から前期にかけての公卿・歌人。平城天皇の第一皇子である弾正尹・阿保親王の次男（または三男）。官位は正三位・中納言。在中納言・在民部卿とも呼ばれた。小倉百人一首では中納言行平。

## 経歴
天長3年（826年）父・阿保親王の奏請により兄弟と共に在原朝臣姓を賜与され、臣籍降下する。
承和9年（843年）に承和の変後急死した阿保親王の子息のうち、比較的順調な昇進ぶりを示し、特に民政に才を発揮した。承和7年（840年）仁明天皇の蔵人に任じられ、翌承和8年（841年）従五位下・侍従に叙任される。承和13年（846年）従五位上・右近衛少将に叙任されると、以降は主に武官と地方官を務める。
文徳朝の斉衡2年（855年）正月の除目で従四位下に叙せられると同時に因幡守に任ぜられ地方官に転じる。『小倉百人一首』に採られた和歌は、このときの任国への下向に際してのものである。地方赴任2年余りで、斉衡4年（857年）兵部大輔として京官に復し帰京する。なお、『古今和歌集』によれば、理由は明らかでないが文徳天皇のとき須磨に蟄居を余儀なくされたといい、須磨滞在時に寂しさを紛らわすために浜辺に流れ着いた木片から一弦琴である須磨琴を製作したと伝えられている。なお、謡曲の『松風』は百人一首の行平の和歌や、須磨漂流などを題材としている。
清和朝では左京大夫・大蔵大輔・左兵衛督を務めながら、貞観4年（862年）従四位上、貞観8年（866年）正四位下と昇進し、貞観12年（870年）参議に補任され公卿に列す。貞観14年（872年）には蔵人頭を兼ねるが、参議が蔵人頭を兼帯した例は非常に珍しい。貞観15年（873年）従三位・大宰権帥に叙任される。貞観18年（876年）大宰権帥として、九州の統治に関する2つの事項の起請を提出し、許されている。
- 対馬島の年粮について、九州地方の六ヶ国（筑前・筑後・肥前・肥後・豊前・豊後）から運搬する負荷が非常に大きいため、壱伎島に水田100町を営んでこれに充てること。
- 肥前国松浦郡の庇羅・値嘉の両郷について、郷長の権力が弱まっていることや、外交上重要な島であることから、庇羅郷を上近郡、値嘉郷を下近郡として郡に昇格して郡領を置くとともに、値嘉島として肥前国から分立させ島司を置くこと。

元慶5年（881年）在原氏の学問所として大学別曹奨学院を創設した。これは朱雀大路東・三条大路の北一町を占め、住居を与えて大学寮を目指す子弟を教育したもので、当時は藤原氏の勧学院と並んで著名であった。なお、行平の死後、醍醐天皇のときに奨学院は大学寮の南曹とされた。元慶6年（882年）正三位・中納言に至るが、仁和3年（887年）70歳の時、中納言兼民部卿陸奥出羽按察使を致仕して引退した。
宇多朝の 寛平5年（893年）7月19日薨去。享年76。最終官位は前中納言正三位。

## 和歌

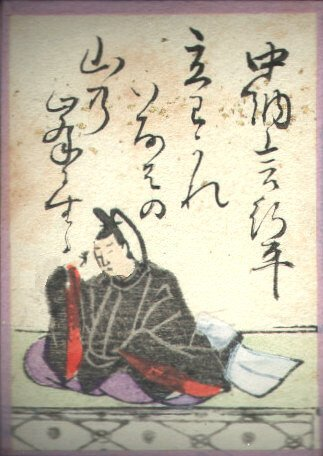
中納言行平（百人一首より）

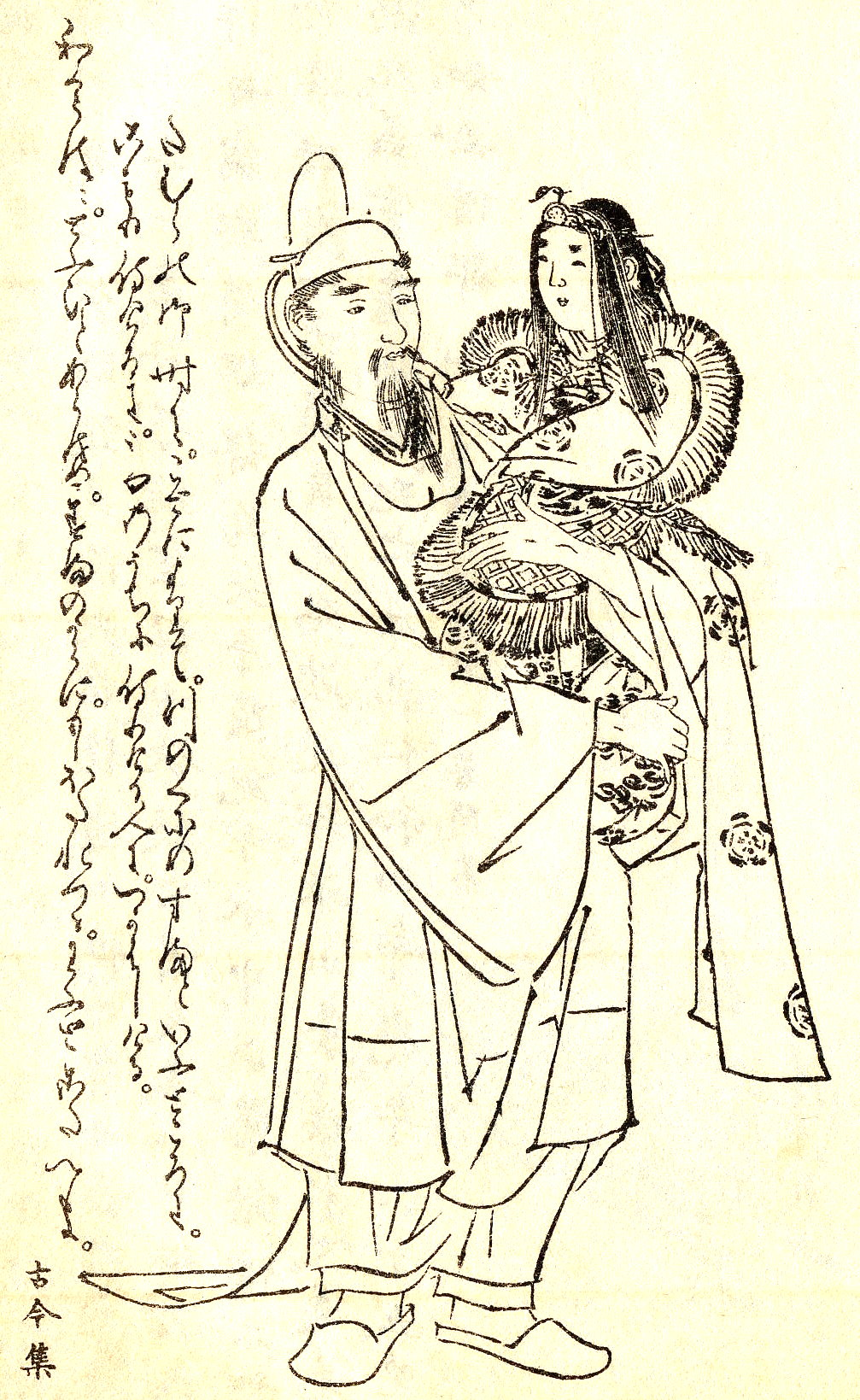
在原行平（菊池容斎『前賢故実』）

勅撰歌人として『古今和歌集』（4首）以下の勅撰和歌集に合計11首入集。また、民部卿行平歌合（在民部卿家歌合）を880年代中頃に主催したが、これは現存する最古の歌合である。
[現代語訳：これでお別れです。でも因幡の国の山に生える松のように「ここでずっと待っているよ」とあなたが言うならばすぐにでも帰って来ましょう。]
この歌は現代において、いなくなった飼猫の帰還を願う猫返しのまじないとしても、伝えられ親しまれている。

## 官歴
注記のないものは『六国史』による。
- 天長3年（826年） 日付不詳：臣籍降下（在原朝臣姓）
- 承和7年（840年） 正月：蔵人[6]。12月：辞蔵人[6]
- 時期不詳：正六位上
- 承和8年（841年） 11月20日：従五位下
- 承和10年（843年） 2月10日：侍従
- 承和13年（846年） 正月7日：従五位上。正月13日：左兵衛佐。7月27日：右近衛少将
- 承和15年（848年） 正月13日：兼伊予介
- 仁寿3年（853年） 正月7日：正五位下。正月16日：兼備中権介
- 仁寿4年（854年） 3月14日：兼備中介
- 斉衡2年（855年） 正月7日：従四位下。正月15日：因幡守
- 斉衡4年（857年） 正月19日：兵部大輔、因幡守如故
- 天安2年（858年） 2月5日：中務大輔。4月2日：左馬頭
- 天安3年（859年） 正月13日：播磨守
- 貞観2年（860年） 6月5日：内匠頭。8月26日：左京大夫
- 貞観4年（862年） 正月7日：従四位上。正月13日：信濃守
- 貞観5年（863年） 2月10日：大蔵大輔、信濃守如元
- 貞観6年（864年） 正月16日：兼備前権守。3月8日：左兵衛督、備前権守如元
- 貞観8年（866年） 正月7日：正四位下
- 貞観10年（868年） 5月26日：兼備中守[6]
- 貞観12年（870年） 正月13日：参議。正月26日：兼検非違使別当、左兵衛督備中守等如元
- 貞観13年（871年） 日付不詳：備中守[6]
- 貞観14年（872年） 8月25日：兼蔵人頭[6]（参議が蔵人頭を兼帯する珍しい例）。8月29日：兼左衛門督。10月14日：別当如元
- 貞観15年（873年） 12月18日：従三位、兼大宰権帥、止検非違使別当・蔵人頭・左衛門督か[6]
- 元慶元年（877年） 10月18日：兼治部卿、大宰権帥如元。
- 元慶2年（878年） 2月：去大宰権帥[要出典]
- 元慶3年（878年） 正月11日：兼備中守[6]
- 元慶4年（879年） 正月11日：兼近江守[6]
- 元慶6年（882年） 正月10日：中納言
- 元慶8年（884年） 2月23日：正三位。 3月9日：兼民部卿
- 元慶9年（885年） 2月20日：兼陸奥出羽按察使、余官如故
- 仁和3年（887年） 4月13日：致仕
- 寛平5年（893年） 7月19日：薨去（前中納言正三位）

## 系譜
- 父：阿保親王
- 母：不明[7]
- 妻：不明
  - 男子：在原遠瞻（?-887）[8]
  - 男子：在原友于（?-910）[6]
  - 男子：在原基平[9]
  - 女子：在原文子 - 清和天皇更衣[10]
- 異母弟 ： 在原業平